# 1000 km de Buenos Aires de TC 2017
La edición 2017 de los 1000 km de Buenos Aires del Turismo Carretera fue la primera de una competencia de automovilismo de velocidad especial organizada por la Asociación Corredores de Turismo Carretera, de manera exclusiva para su categoría principal cuyo desarrollo se dio en el Circuito n.º 12 del  Autódromo Oscar y Juan Gálvez de la Ciudad de Buenos Aires, el día 06 de agosto de 2017. El desarrollo de esta competencia especial se llevó a cabo en el marco de los festejos por el 80.º aniversario de la fundación del Turismo Carretera, categoría que fue inaugurada el día 05 de agosto de 1937.
Al igual que en competencias anteriores y de similar magnitud, organizadas por ACTC, esta competencia se desarrolló por el sistema de relevos de pilotos, para lo cual se ha estipulado la conformación de tripulaciones de 2 hasta 3 competidores por cada automóvil. Asimismo, esta competencia se llevó a cabo a lo largo de 178 giros totalizando un tiempo neto de casi 6 horas de duración, en los cuales los pilotos participantes del campeonato 2017 del Turismo Carretera compartieron la conducción de sus unidades con pilotos invitados que cumplieron como principal requisito, el haber participado en forma regular en alguna de las categorías regenteadas por ACTC.
La competencia inició a las 10:30 horas (GMT -3) y finalizó aproximadamente a las 16:00 horas (GMT -3), cumpliéndose el total de giros pactados, tras los cuales fue declarado como ganador el piloto Juan Manuel Silva, quien capitaneó la dupla conformada con Juan Catalán Magni al comando del Ford Falcon n.º 111. El podio fue completado por las tripulaciones de Guillermo Ortelli, al comando del Chevrolet Chevy n.º 1 y acompañado de Valentín Aguirre y Diego Martínez en segundo lugar, y la de José Manuel Urcera al comando del Chevrolet Chevy n.º 151, en dupla con Mariano Altuna.

## Tripulaciones participantes
Para esta competencia especial, participaron tripulaciones de entre 2 y 3 competidores, teniendo además la posibilidad de sumar en el caso de algunas de ellas un piloto más que ofició de suplente de alguno de los invitados. La nómina completa de participantes fue la siguiente:
| Automóvil       | Equipos | #   | Titular               | Invitado(s)                 | Invitado(s)                 |
| --------------- | --- | --- | --------------------- | --------------------------- | --------------------------- |
| Chevrolet Chevy | JP Carrera | 1   | Guillermo Ortelli     | Valentín Aguirre            | Diego Martínez              |
| Chevrolet Chevy | JP Carrera | 14  | Norberto Fontana      | José Ciantini               | Nicolás Trosset             |
| Chevrolet Chevy | Jet Racing | 6   | Agustín Canapino      | Federico Alonso             | Federico Alonso             |
| Chevrolet Chevy | Jet Racing | 38  | Diego De Carlo        | Emmanuel Alifraco           | Gastón Todino               |
| Chevrolet Chevy | Donto Racing | 8   | Sergio Alaux          | Waldemar Coronas            | Pablo Costanzo              |
| Chevrolet Chevy | Donto Racing | 33  | Juan José Ebarlín     | Laureano Campanera          | Marcos Di Palma             |
| Chevrolet Chevy | Coiro Dole Racing | 10  | Gastón Mazzacane      | Daniel Nefa                 | Daniel Nefa                 |
| Chevrolet Chevy | Coiro Dole Racing | 72  | Martín Serrano        | Alonso Etchebest            | Facundo Della Motta         |
| Chevrolet Chevy | Dose Competición | 31  | Leonel Pernía         | Santiago Andreoli           | Emmanuel Pérez Bravo        |
| Chevrolet Chevy | Dose Competición | 40  | Christian Dose        | Marcelo Videle              | "Patán"                     |
| Chevrolet Chevy | Dose Competición | 55  | Santiago Mangoni      | Juan José Tomasello         | Enzo Pieraligi              |
| Chevrolet Chevy | Alifraco Sport | 39  | Camilo Echevarría     | Diego Azar                  | Germán Todino               |
| Chevrolet Chevy | Alifraco Sport | 42  | Esteban Gini          | Jonathan Vázquez            | Jonathan Vázquez            |
| Chevrolet Chevy | Alifraco Sport | 69  | Pedro Gentile         | Cristian Beraldi            | Sebastián Gómez             |
| Chevrolet Chevy | Las Toscas Racing | 43  | Christian Ledesma     | Walter Hernández            | Augusto Carinelli           |
| Chevrolet Chevy | Las Toscas Racing | 151 | José Manuel Urcera    | Mariano Altuna              | Mariano Altuna              |
| Ford Falcon     | Nova Racing | 2   | Matías Rossi          | Gastón Rossi                | Gastón Rossi                |
| Ford Falcon     | Werner Competición | 3   | Mariano Werner        | Marcos Muchiut              | Juan Ronconi                |
| Ford Falcon     | Werner Competición | 129 | Mauro Giallombardo    | Leonel Sotro                | Adrián Oubiña               |
| Ford Falcon     | Martínez Competición | 17  | Emanuel Moriatis      | Joel Gassmann               | Ayrton Londero              |
| Ford Falcon     | Martínez Competición | 17  | Omar Martínez         | Nicolás Pezzucchi           | Juan José Suárez            |
| Ford Falcon     | Martínez Competición | 82  | Mauricio Lambiris     | Gastón Ferrante             | Lautaro de la Iglesia       |
| Ford Falcon     | JPG Racing | 19  | Juan Pablo Gianini    | Marcelo Agrelo              | Kevin Candela               |
| Ford Falcon     | Ponce de León Racing | 23  | Gabriel Ponce de León | Federico Pérez              | Federico Pérez              |
| Ford Falcon     | Bonelli Competición | 24  | Nicolás Bonelli       | Agustín De Brabandere       | Agustín De Brabandere       |
| Ford Falcon     | Bonelli Competición | 63  | Próspero Bonelli      | Maximiliano Juan            | Maximiliano Juan            |
| Ford Falcon     | Nolesi Spirit Team | 79  | Mathías Nolesi        | Lucas Ferreira              | Lucas Ferreira              |
| Ford Falcon     | Ugalde Competición | 101 | Lionel Ugalde         | Ernesto Bessone II          | Matías Rodríguez            |
| Ford Falcon     | CM Motorsport | 111 | Juan Manuel Silva     | Juan Catalán Magni          | Juan Catalán Magni          |
| Ford Falcon     | Savino Sport | 144 | José Savino           | Pablo Delponte              | Maximiliano López           |
| Torino Cherokee | Renault Sport Torino Team | 5   | Facundo Ardusso       | Tomás Urretavizcaya         | Tomás Urretavizcaya         |
| Torino Cherokee | Renault Sport Torino Team | 28  | Emiliano Spataro      | Juan Bautista De Benedictis | Juan Bautista De Benedictis |
| Torino Cherokee | Laboritto Jrs. Racing | 18  | Luis José Di Palma    | Javier Jack                 | Nicolás Dianda              |
| Torino Cherokee | Laboritto Jrs. Racing | 116 | Alan Ruggiero         | Tomás Gregorio Deharbe      | Juan Cruz Benvenuti         |
| Torino Cherokee | AyP Competición | 30  | Nicolás González      | Damián Markel               | Oscar Sánchez               |
| Torino Cherokee | Maquin Parts Racing | 52  | Carlos Okulovich      | Juan Pablo Barucca          | Nazareno López              |
| Torino Cherokee | Coiro Dole Racing | 68  | Julián Santero        | Aldo Ortiz                  | Federico Paoloni            |
| Torino Cherokee | Indecar Racing | 99  | Matías Jalaf          | Daniel Vázquez              | Juan Francisco Garbelino    |
| Torino Cherokee | Sprint Racing | 107 | Nicolás Cotignola     | Luciano Cotignola           | Franco Ércoli               |
| Dodge Cherokee  | UR Racing | 7   | Juan Marcos Angelini  | Luciano Ventricelli         | Ricardo Degoumois           |
| Dodge Cherokee  | JMT Motorsport | 9   | Juan Martín Trucco    | Elio Craparo                | Elio Craparo                |
| Dodge Cherokee  | Castellano Power Team | 11  | Jonatan Castellano    | Jerónimo Teti               | Jerónimo Teti               |
| Dodge Cherokee  | Alifraco Sport | 45  | Facundo Gil Bicella   | Roberto Videle              | Mariano Oyhanart            |
| Dodge Cherokee  | Coiro Dole Racing | 77  | Juan Martín Bruno     | Juan Scoltore               | Juan Scoltore               |
| Dodge Cherokee  | SGV Racing | 100 | Sebastián Diruscio    | Diego Verriello             | Santiago Álvarez            |
| Referencias     | |     |                       |                             |                             |
|                 | La tripulación del coche 107 estaba inscripta, pero ante la imposición de ACTC de penalizar con dos vueltas menos por recambio de motor, resolvió no participar de la carrera final. |     |                       |                             |                             |

### Suplentes inscriptos
| Automóvil       | Equipo                    | #   | Titulares             | Suplentes              |
| --------------- | ------------------------- | --- | --------------------- | ---------------------- |
| Chevrolet Chevy | Jet Racing                | 6   | Agustín Canapino      | Matías Canapino        |
| Chevrolet Chevy | Alifraco Sport            | 42  | Esteban Gini          | Pablo Ortega           |
| Chevrolet Chevy | Las Toscas Racing         | 151 | José Manuel Urcera    | Maximiliano Vivot      |
| Ford Falcon     | Ponce de León Racing      | 23  | Gabriel Ponce de León | Lucas Alonso           |
| Ford Falcon     | CM Motorsport             | 111 | Juan Manuel Silva     | Matías Guiffrey        |
| Torino Cherokee | Renault Sport Torino Team | 5   | Facundo Ardusso       | Gustavo Micheloud      |
| Torino Cherokee | Renault Sport Torino Team | 28  | Emiliano Spataro      | William Brian Atkinson |
| Dodge Cherokee  | JMT Motorsport            | 9   | Juan Martín Trucco    | Eduardo Bracco         |
| Dodge Cherokee  | Castellano Power Team     | 11  | Jonatan Castellano    | Fernando Iglesias II   |
| Dodge Cherokee  | Coiro Dole Racing         | 77  | Juan Martín Bruno     | Andrés Jakos           |

## Reglamento particular
Está competencia contará con un reglamento especial dictado por la Comisión Directiva de la Asociación Corredores de Turismo Carretera, el cual estipula la realización de la competencia a un máximo de 178 giros al trazado número 12 del Autódromo de Buenos Aires, o bien en un lapso de 6 horas. Entre los puntos más relevantes de esta competencia figuran los siguientes:
- El ranking actualizado con la séptima carrera disputada, se utilizará para el ordenamiento de la grilla de largada de la prueba  final, dado que no se disputarán ni la Clasificación ni las  Series Clasificatorias. La grilla de partida se integrará con tres autos en la primera fila, dos vehículos en la  segunda, tres integrando la tercera, luego dos en la  cuarta fila y así sucesivamente, hasta completarla, con todos los pilotos habilitados.
- Para el desarrollo de esta competencia, se permite la participación de tripulaciones de entre 2 y 3 pilotos por cada automóvil, los cuales se turnaran en la conducción de las unidades.
- Cada coche llevará en su interior una luz colorida que identificará que piloto está tripulando el coche, siendo asignados los patrones de la siguiente forma: Verde, titular. Azul, invitado 1. Rojo, invitado 2. Asimismo se dispone, al menos en dos (2) oportunidades el cambio del piloto (OBLIGATORIO) y el tiempo MÍNIMO de conducción de  cada competidor, durante toda la prueba, será de cuarenta y cinco (45) minutos.
- Si un coche requiriese algún recambio de tapa de cilindro o motor, el reemplazo implicará la aplicación de recargos para la tripulación afectada, penalizando con la quita de una vuelta del total registrado en el caso de recambio de tapas, o de dos giros en el caso de motores, una vez finalizada la competencia.
- Ayuda externa: Todo vehículo que reciba ayuda externa de Oficiales Deportivos de la ACTC, únicamente  para movilizarlo, podrá seguir en carrera. Esto se aplicará tanto cuando sea trasladado el auto a Boxes (se  computa la vuelta), o para cuando  sea  retirado de algún lugar peligroso y pueda seguir en competencia. (Por lo general, en una competencia ordinaria, el recibir ayuda externa por parte de auxiliares de pista hace pasible al piloto de ser sancionado con la exclusión del evento).

- [2]

## Sistema de puntaje
1.º) 90 Puntos	11.º) 60 Puntos	21.º) 40 Puntos

2.º) 85 Puntos	12.º) 58 Puntos	22.º) 38 Puntos

3.º) 80 Puntos	13.º) 56 Puntos	23.º) 36 Puntos

4.º) 75 Puntos	14.º) 54 Puntos	24.º) 34 Puntos

5.º) 72 Puntos	15.º) 52 Puntos	25.º) 32 Puntos

6.º) 70 Puntos	16.º) 50 Puntos	26.º) 30 Puntos

7.º) 68 Puntos	17.º) 48 Puntos	27.º) 28 Puntos

8.º) 66 Puntos	18.º) 46 Puntos	28.º) 26 Puntos

9.º) 64 Puntos	19.º) 44 Puntos	29.º) 24 Puntos

10.º) 62 Puntos	20.º) 42 Puntos	30.º) 22 Puntos

Del puesto 31.ª al 40.º:    18.- Pts.
Del puesto 41.º al 50.º:    15.- Pts.

## Parrilla de salida
Al igual que en los 500 km de Olavarría del año 2016, ACTC dispuso la conformación de la grilla de esta competencia especial, tomando como parámetro de clasificación la acumulación del puntaje entre el campeonato de pilotos de 2016 y el acumulado de las primeras fechas del campeonato 2017, antes del desarrollo de los 1000 km. Asimismo, existieron cambios posicionales debido a sanciones impuestas por ACTC, como el caso del piloto Mariano Werner quien a consecuencia de haber acumulado tres apercibimientos, fue obligado a partir desde el último cajón de salida. A ello se le deben sumar los casos de penalizaciones impuestas por ACTC para esta competencia, a pilotos que debieron recurrir al recambio de planta impulsora o tapa de cilindros, con el descuento de giros estipulados según la gravedad del recambio. Como dato sobresaliente, esta grilla tendrá la particularidad de estar conformadas por filas de 3 y 2 coches, alternándose las mismas entre tres coches para las filas impares y dos para las pares. En consecuencia, la parrilla de largada quedó conformada de la siguiente manera:
| Filas       | Externo | Externo | Centro | Centro | Cuerda | Cuerda |
| ----------- | --- | --- | --- | --- | --- | --- |
| 1           | 3.º) 111 - Juan Manuel Silva                                                                                          | 3.º) 111 - Juan Manuel Silva                                                                                          | 2.º) 2 - Matías Rossi                                                                                                 | 2.º) 2 - Matías Rossi                                                                                                 | 1.º) 1 - Guillermo Ortelli                                                                                            | 1.º) 1 - Guillermo Ortelli                                                                                            |
|             | | | | | | |
| 2           | | 5.º) 5 - Facundo Ardusso                                                                                              | 5.º) 5 - Facundo Ardusso                                                                                              | 4.º) 6 - Agustín Canapino                                                                                             | 4.º) 6 - Agustín Canapino                                                                                             | |
|             | | | | | | |
| 3           | 8.º) 18 - Luis José Di Palma                                                                                          | 8.º) 18 - Luis José Di Palma                                                                                          | 7.º) 9 - Juan Martín Trucco                                                                                           | 7.º) 9 - Juan Martín Trucco                                                                                           | 6.º) 10 - Gastón Mazzacane                                                                                            | 6.º) 10 - Gastón Mazzacane                                                                                            |
|             | | | | | | |
| 4           | | 10.º) 129 - Mauro Giallombardo                                                                                        | 10.º) 129 - Mauro Giallombardo                                                                                        | 9.º) 11 - Jonatan Castellano                                                                                          | 9.º) 11 - Jonatan Castellano                                                                                          | |
|             | | | | | | |
| 5           | 13.º) 14 - Norberto Fontana                                                                                           | 13.º) 14 - Norberto Fontana                                                                                           | 12.º) 82 - Mauricio Lambiris                                                                                          | 12.º) 82 - Mauricio Lambiris                                                                                          | 11.º) 17 - Emanuel Moriatis                                                                                           | 11.º) 17 - Emanuel Moriatis                                                                                           |
|             | | | | | | |
| 6           | | 15.º) 23 - Gabriel Ponce de León                                                                                      | 15.º) 23 - Gabriel Ponce de León                                                                                      | 14.º) 151 - José Manuel Urcera                                                                                        | 14.º) 151 - José Manuel Urcera                                                                                        | |
|             | | | | | | |
| 7           | 18.º) 24 - Nicolás Bonelli                                                                                            | 18.º) 24 - Nicolás Bonelli                                                                                            | 17.º) 101 - Lionel Ugalde                                                                                             | 17.º) 101 - Lionel Ugalde                                                                                             | 16.º) 19 - Juan Pablo Gianini                                                                                         | 16.º) 19 - Juan Pablo Gianini                                                                                         |
|             | | | | | | |
| 8           | | 20.º) 28 - Emiliano Spataro                                                                                           | 20.º) 28 - Emiliano Spataro                                                                                           | 19.º) 27 - Omar Martínez                                                                                              | 19.º) 27 - Omar Martínez                                                                                              | |
|             | | | | | | |
| 9           | 23º) 30 - Nicolás González                                                                                            | 23º) 30 - Nicolás González                                                                                            | 22º) 99 - Matías Jalaf                                                                                                | 22º) 99 - Matías Jalaf                                                                                                | 21º) 55 - Santiago Mangoni                                                                                            | 21º) 55 - Santiago Mangoni                                                                                            |
|             | | | | | | |
| 10          | | 25.º) 63 - Próspero Bonelli                                                                                           | 25.º) 63 - Próspero Bonelli                                                                                           | 24.º) 33 - Juan José Ebarlín                                                                                          | 24.º) 33 - Juan José Ebarlín                                                                                          | |
|             | | | | | | |
| 11          | 28.º) 72 - Martín Serrano                                                                                             | 28.º) 72 - Martín Serrano                                                                                             | 27.º) 69 - Pedro Gentile                                                                                              | 27.º) 69 - Pedro Gentile                                                                                              | 26.º) 43 - Christian Ledesma                                                                                          | 26.º) 43 - Christian Ledesma                                                                                          |
|             | | | | | | |
| 12          | | 30.º) 42 - Esteban Gini                                                                                               | 30.º) 42 - Esteban Gini                                                                                               | 29.º) 79 - Mathías Nolesi                                                                                             | 29.º) 79 - Mathías Nolesi                                                                                             | |
|             | | | | | | |
| 13          | 33.º) 144 - José Savino                                                                                               | 33.º) 144 - José Savino                                                                                               | 32.º) 38 - Diego De Carlo                                                                                             | 32.º) 38 - Diego De Carlo                                                                                             | 31.º) 39 - Camilo Echevarría                                                                                          | 31.º) 39 - Camilo Echevarría                                                                                          |
|             | | | | | | |
| 14          | | 35.º) 68 - Julián Santero                                                                                             | 35.º) 68 - Julián Santero                                                                                             | 34.º) 40 - Christian Dose                                                                                             | 34.º) 40 - Christian Dose                                                                                             | |
|             | | | | | | |
| 15          | 38.º) 77 - Juan Martín Bruno                                                                                          | 38.º) 77 - Juan Martín Bruno                                                                                          | 37.º) 52 - Carlos Okulovich                                                                                           | 37.º) 52 - Carlos Okulovich                                                                                           | 36.º) 116 - Alan Ruggiero                                                                                             | 36.º) 116 - Alan Ruggiero                                                                                             |
|             | | | | | | |
| 16          | | 40.º) 45 - Facundo Gil Bicella                                                                                        | 40.º) 45 - Facundo Gil Bicella                                                                                        | 39.º) 100 - Sebastián Diruscio                                                                                        | 39.º) 100 - Sebastián Diruscio                                                                                        | |
|             | | | | | | |
| 17          | 43.º) 8 - Sergio Alaux (#)                                                                                            | 43.º) 8 - Sergio Alaux (#)                                                                                            | 42.º) 7 - Juan Marcos Angelini (#)                                                                                    | 42.º) 7 - Juan Marcos Angelini (#)                                                                                    | 41.º) 3 - Mariano Werner (*)                                                                                          | 41.º) 3 - Mariano Werner (*)                                                                                          |
|             | | | | | | |
| 18          | | | 44.º) 31 - Leonel Pernía (#)                                                                                          | 44.º) 31 - Leonel Pernía (#)                                                                                          | | |
| Referencias | | | | | | |
| (*)         | Penalizado a largar último por acumular tres apercibimientos.                                                         | Penalizado a largar último por acumular tres apercibimientos.                                                         | Penalizado a largar último por acumular tres apercibimientos.                                                         | Penalizado a largar último por acumular tres apercibimientos.                                                         | Penalizado a largar último por acumular tres apercibimientos.                                                         | Penalizado a largar último por acumular tres apercibimientos.                                                         |
| (#)         | Penalizado a largar último y perder dos giros al finalizar la prueba, por cambio de motor durante los entrenamientos. | Penalizado a largar último y perder dos giros al finalizar la prueba, por cambio de motor durante los entrenamientos. | Penalizado a largar último y perder dos giros al finalizar la prueba, por cambio de motor durante los entrenamientos. | Penalizado a largar último y perder dos giros al finalizar la prueba, por cambio de motor durante los entrenamientos. | Penalizado a largar último y perder dos giros al finalizar la prueba, por cambio de motor durante los entrenamientos. | Penalizado a largar último y perder dos giros al finalizar la prueba, por cambio de motor durante los entrenamientos. |
| (#)         | Pole Position. | Pole Position. | Pole Position. | Pole Position. | Pole Position. | Pole Position. |

No largó: Torino n.º 107 (Cotignola)

## Resultados finales
| #   | N.º Id. | Piloto Titular        | Piloto(s) Invitado(s)       | Piloto(s) Invitado(s)       | Automóvil       | Vueltas | Tiempo    | Dif.     |
| --- | ------- | --------------------- | --------------------------- | --------------------------- | --------------- | ------- | --------- | -------- |
| 1.º | 111     | Juan Manuel Silva     | Juan Catalán Magni          | Juan Catalán Magni          | Ford Falcon     | 178     | 5:30:54.0 | -        |
| 2.º | 1       | Guillermo Ortelli     | V. Aguirre                  | D. Martínez                 | Chevrolet Chevy | 178     | 5:30:54.6 | 20.524   |
| 3.º | 151     | José Manuel Urcera    | Mariano Altuna              | Mariano Altuna              | Chevrolet Chevy | 178     | 5:31:27.9 | 33.894   |
| 4.º | 5       | Facundo Ardusso       | Tomás Urretavizcaya         | Tomás Urretavizcaya         | Torino Cherokee | 178     | 5:32:08.8 | 1:14.727 |
| 5.º | 33      | Juan José Ebarlín     | L. Campanera                | M. Di Palma                 | Chevrolet Chevy | 177     | 5:31:17.7 | 1 Vta    |
| 6.º | 52      | Carlos Okulovich      | J. P. Barucca               | N. López                    | Torino Cherokee | 177     | 5:31:19.3 | 1 Vta    |
| 7.º | 7       | Juan Marcos Angelini  | L. Ventricelli              | R. Degoumois                | Dodge Cherokee  | 176     | 5:31:06.8 | 2 Vtas   |
| 8.º | 11      | Jonatan Castellano    | Jerónimo Teti               | Jerónimo Teti               | Dodge Cherokee  | 176     | 5:31:17.3 | 2 Vtas   |
| 9.º | 42      | Esteban Gini          | Jonathan Vázquez            | Jonathan Vázquez            | Chevrolet Chevy | 175     | 5:32:28.2 | 3 Vtas.  |
| 10  | 9       | Juan Martín Trucco    | Elio Andrés Craparo         | Elio Andrés Craparo         | Dodge Cherokee  | 175     | 5:38:20.7 | 3 Vtas   |
| 11  | 24      | Nicolás Bonelli       | Agustín De Brabandere       | Agustín De Brabandere       | Ford Falcon     | 174     | 5:31:18.2 | 4 Vtas   |
| 12  | 3       | Mariano Werner        | M. Muchiut                  | J. A. Ronconi               | Ford Falcon     | 173     | 5:22:47.8 | 5 Vtas   |
| 13  | 28      | Emiliano Spataro      | Juan Bautista De Benedictis | Juan Bautista De Benedictis | Torino Cherokee | 172     | 5:32:09.1 | 6 Vtas   |
| 14  | 10      | Gastón Mazzacane      | Daniel Nefa                 | Daniel Nefa                 | Chevrolet Chevy | 166     | 5:31:15.7 | 12 Vtas  |
| 15  | 19      | Juan Pablo Gianini    | M. Agrelo                   | K. Candela                  | Ford Falcon     | 165     | 5:31:55.6 | 13 Vtas  |
| 16  | 18      | Luis José Di Palma    | J. Jack                     | N. Dianda                   | Torino Cherokee | 164     | 5:31:36.2 | 14 Vtas  |
| 17  | 116     | Alan Ruggiero         | T. G. Deharbe               | J. C. Benvenuti             | Torino Cherokee | 163     | 5:31:45.6 | 15 Vtas  |
| 18  | 72      | Martín Serrano        | Facundo Della Motta         | Facundo Della Motta         | Chevrolet Chevy | 158     | 4:59:25.9 | 20 Vtas  |
| 19  | 2       | Matías Rossi          | Gastón Rossi                | Gastón Rossi                | Ford Falcon     | 156     | 5:13:36.7 | 22 Vtas  |
| 20  | 82      | Mauricio Lambiris     | G. Ferrante                 | L. de la Iglesia            | Ford Falcon     | 152     | 5:31:07.1 | 26 Vtas  |
| 21  | 77      | Juan Martín Bruno     | Juan Scoltore               | Juan Scoltore               | Dodge Cherokee  | 151     | 4:55:04.9 | 27 Vtas  |
| 22  | 14      | Norberto Fontana      | J. Ciantini                 | N. Trosset                  | Chevrolet Chevy | 150     | 5:31:20.1 | 28 Vtas  |
| 23  | 99      | Matías Jalaf          | D. Vázquez                  | J. F. Garbelino             | Torino Cherokee | 145     | 5:30:59.7 | 33 Vtas  |
| 24  | 43      | Christian Ledesma     | W. Hernández                | A. Carinelli                | Chevrolet Chevy | 132     | 4:07:52.1 | 46 Vtas  |
| 25  | 39      | Camilo Echevarría     | D. Azar                     | Ge. Todino                  | Chevrolet Chevy | 132     | 5:31:25.6 | 46 Vtas  |
| 26  | 8       | Sergio Alaux          | W. Coronas                  | P. Costanzo                 | Chevrolet Chevy | 130     | 4:16:20.8 | 48 Vtas  |
| 27  | 45      | Facundo Gil Bicella   | R. Videle                   | M. Oyhanart                 | Dodge Cherokee  | 130     | 5:05:30.9 | 48 Vtas  |
| 28  | 40      | Christian Dose        | M. Videle                   | "Patán"                     | Chevrolet Chevy | 129     | 5:32:27.8 | 49 Vtas  |
| 29  | 17      | Emanuel Moriatis      | J. Gassmann                 | A. Londero                  | Ford Falcon     | 128     | 5:32:10.6 | 50 Vtas  |
| 30  | 68      | Julián Santero        | A. Ortiz                    | F. Paoloni                  | Torino Cherokee | 123     | 3:59:54.3 | 55 Vtas  |
| 31  | 23      | Gabriel Ponce de León | Federico Pérez              | Federico Pérez              | Ford Falcon     | 118     | 5:30:58.6 | 60 Vtas  |
| 32  | 101     | Lionel Ugalde         | E. Bessone                  | M. Rodríguez                | Ford Falcon     | 117     | 3:41:30.6 | 61 Vtas  |
| 33  | 69      | Pedro Gentile         | C. Beraldi                  | S. Gómez                    | Chevrolet Chevy | 99      | 3:08:30.8 | 79 Vtas  |
| 34  | 31      | Leonel Pernía         | S. Andreoli                 | E. Pérez Bravo              | Chevrolet Chevy | 95      | 3:13:38.2 | 83 Vtas  |
| 35  | 27      | Omar Martínez         | N. Pezzucchi                | J. J. Suárez                | Ford Falcon     | 94      | 2:52:25.1 | 84 Vtas  |
| 36  | 38      | Diego De Carlo        | E. Alifraco                 | Ga. Todino                  | Chevrolet Chevy | 86      | 2:38:17.3 | 92 Vtas  |
| 37  | 79      | Mathías Nolesi        | Lucas Ferreira              | Lucas Ferreira              | Ford Falcon     | 83      | 3:08:37.2 | 95 Vtas  |
| 38  | 55      | Santiago Mangoni      | J. J. Tomasello             | E. Pieraligi                | Chevrolet Chevy | 74      | 2:17:12.1 | 104 Vtas |
| 39  | 6       | Agustín Canapino      | Federico Alonso             | Federico Alonso             | Chevrolet Chevy | 73      | 2:07:05.8 | 105 Vtas |
| 40  | 129     | Mauro Giallombardo    | L. Sotro                    | A. Oubiña                   | Ford Falcon     | 73      | 5:31:23.7 | 105 Vtas |
| 41  | 100     | Sebastián Diruscio    | D. Verriello                | S. Álvarez                  | Dodge Cherokee  | 66      | 1:57:35.1 | 112 Vtas |
| 42  | 30      | Nicolás González      | D. Markel                   | O. Sánchez                  | Torino Cherokee | 66      | 2:09:30.9 | 112 Vtas |
| 43  | 63      | Próspero Bonelli      | Maximiliano Juan            | Maximiliano Juan            | Ford Falcon     | 39      | 1:09:12.7 | 139 Vtas |
| 44  | 144     | José Savino           | P. Delponte                 | M. López                    | Ford Falcon     | 7       | 12:12.785 | 171 Vtas |

Comentarios:
- No largó: N.º 107 (Cotignola)
- Autos n.º 7 (Angelini), 8 (Alaux) y 31 (Pernía), se les restan 2 vueltas del total, por cambio de motor en los entrenamientos.
- Recargo: Auto n.º 2 (Rossi), 30 s Por toque al n.º 11 (Castellano)
- Recargo: Auto n.º 10 (Mazzacane), 30 s Por toque al n.º 7 (Angelini)
- Recargo: Auto n.º 1 (Ortelli), 20 s Por no cambiar luz identificatoria de piloto.
- Recargo: Auto n.º 77 (Bruno), retiro de 1 vuelta por acortar camino para llegar a Boxes.
- Recargo: Auto n.º 42 (Gini), retiro de 3 vueltas por violación al artículo 4.º del RPP (Cambio de piloto).
- Apercibimiento: Auto n.º 43 (Hernández), por toque al n.º 77 (Bruno) y al n.º 40 (Dose)
- Récord de Vuelta: Auto n.º 3 (Werner), vuelta 104, en 1:36.215 a 211,064 km/h

- [4]